# 조지 모리슨

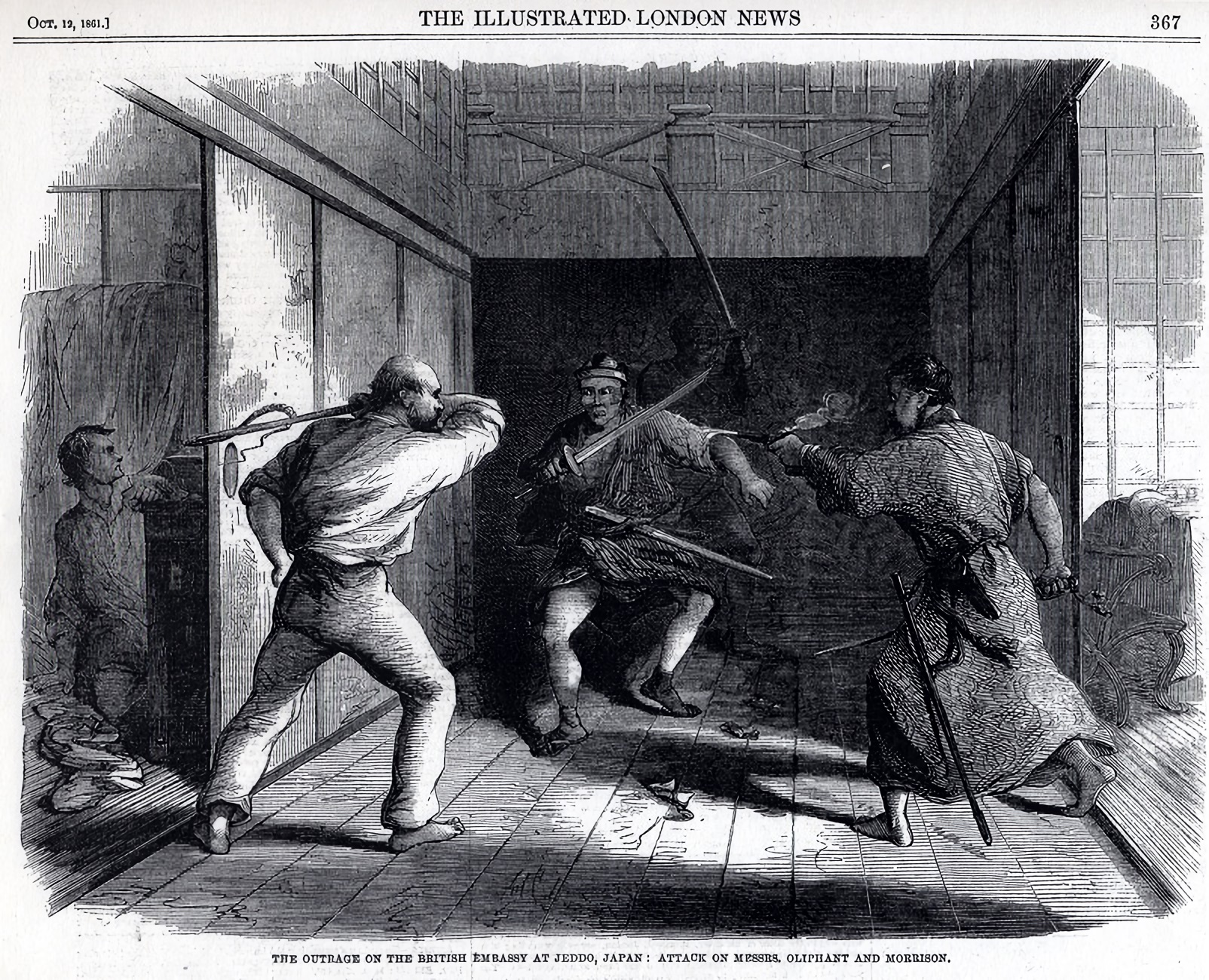
에도의 도젠지에 설치된 영국영사관 습격(더 일러스트레이티드 런던 뉴스, 1861)

조지 모리슨(George S. Morrison, 1830년 또는 1831년 - 1893년 8월 20일)은 19세기 영국의 외교관으로 나가사키 영사였다.

## 생애
〈영일수호통상조약〉 체결 후 초대 나가사키 영사로 임명되었다. 이것은 총영사(이후 공사로 승격)였던 러더퍼드 올콕에 버금가는 지위였다. 그러나 건강상의 이유로 수에즈 운하를 통하지 않고 희망봉을 통해 상하이로 향했기 때문에 현지 도착이 늦어져 올콕 일행과 동행하지 못했다. 따라서 1859년 7월 1일(안세이 5년) 나가사키 개항에 대비해 올콕은 초대 나가사키 영사로 크리스토퍼 호지슨을 지명했다. 모리슨은 그것보다 1개월 늦은 8월 6일에 도착하여 1863년(분큐 3년) 12월까지 그 직에 있었다.
영사로서의 첫 2년 동안은 나가사키에 거주하는 영국인을 위한 규칙의 제정과 막부 측과의 무역 협상, 거류지 정비 협상을 벌였다.
일본의 정세를 알기 위해 올콕은 나가사키에서 에도까지 육로 여행을 계획하였고, 모리슨도 거기에 동행했다. 일행으로 네덜란드 총영사였던 드위트, 공사관원이었던 아벨 가워(Abel AJ Gower 후 나가사키, 하코다테 영사), 화가이자 《더 일러스트레이티드 런던 뉴스》(The Illustrated London News) 특파원인 찰스 워그먼이 여행에 참가했다. 1861년 6월 1일(분큐 원년) 일행은 나가사키를 출발해 34 일간에 걸쳐 7월 4일에 에도에 도착했다. 다음날 7월 5일 오후 10시경 미토번을 벗어나 떠돌던 양이파 낭인 14명이 도젠지에 설치된 영국공사관에 침입해 올콕 공사 일행을 습격했다. 이 습격으로 모리슨은 부상을 당했고, 고작 며칠 전에 에도에 당도했던 장관 로렌스 올리펀트도 부상을 당하는 제1차 도젠지 사건이 발생했다. 부상당한 두 사람은 가을에 영국으로 귀국했다.
모리슨은 1863년 4월에 나가사키로 돌아왔다. 그러나 전년에 발생한 나마무기 사건으로 양이운동은 나가사키에까지 이르고 있어서 영국-일본 간 전투가 발생할 가능성도 있었다. 모리슨은 영국 군함에 거류지의 보호를 의뢰했다. 결국 모리슨은 건강을 이유로 영국으로 귀국했지만, 결국 나가사키로 돌아오지 않았다. 도젠지 사건이 사직 결정에 영향을 준 것으로 보였다.
1893년 8월 20일 62세의 나이로 사망했다.

## 같이 보기
- 제1차 도젠지 사건